# Municipalització
La municipalització és el conjunt de disposicions i operacions mitjançant les quals el municipi, en forma variada, passa a ser gestor de serveis (municipalització de serveis públics, la forma més habitual d'entendre el terme), béns o propietats.
Aquesta transferència és des de serveis, bens o propietats de:
- Titularitat privada; i és per tant oposat a la privatització (ja sigui per venda o concessió).
- Nivells de govern supramunicipal (com la comarca o l'Estat). A nivell d'estat un terme semblant és el de la nacionalització.

Durant la segona meitat de la dècada de 2010 diversos municipis catalans van iniciar processos per a municipalitzar alguns dels seus serveis, com les escombraries o l'aigua.